# Roadracing-VM 2022
Världsmästerskapen i Roadracing 2022 arrangeras av Internationella motorcykelförbundet och innehåller klasserna MotoGP, Moto2 och Moto3 i Grand Prix-serien. Därutöver har klasserna Superbike, Supersport, Supersport 300, Endurance och Sidovagnsracing världsmästerskapsstatus. VM-titlar delas ut till bästa förare och till bästa konstruktör.
| Världsmästare i roadracing 2022 | Världsmästare i roadracing 2022                       | Världsmästare i roadracing 2022 |
| Klass                           | Mästare individuellt                                  | Mästare konstruktörer           |
| ------------------------------- | ----------------------------------------------------- | ------------------------------- |
| MotoGP                          | Francesco Bagnaia (Ducati)                            | Ducati                          |
| Moto2                           | Augusto Fernández (Kalex)                             | Kalex                           |
| Moto3                           | Izan Guevara (Gasgas)                                 | Gasgas                          |
| Superbike                       | Álvaro Bautista (Ducati)                              | Ducati                          |
| Supersport                      | Dominique Aegerter (Yamaha)                           | Yamaha                          |
| Supersport 300                  | Álvaro Diaz (Yamaha)                                  | Yamaha                          |
| Endurance                       | F.C.C. TSR Honda France (Hook, Rea, Di Meglio, Techer | Yamaha                          |
| Sidvagn                         | Ellis/Clement (Yamaha)                                | -                               |

## Grand Prix
Grand Prix-klasserna i roadracing är MotoGP, Moto2 och Moto3. De körs tillsammans under sammanhållna tävlingshelger.

### Tävlingskalender
Den 7 november 2022 publicerades en preliminär tävlingskalender för 2022 med 21 Grand Prix. Två nya deltävlingar tillkommer. Finlands Grand Prix och Indonesiens Grand Prix Dock meddelades i maj att Finlands Grand Prix 2022 var inställt.
| Omgång | Datum        | Grand Prix     | Bana                        | Segrare Moto3 | Segrare Moto2     | Segrare MotoGP    |
| ------ | ------------ | -------------- | --------------------------- | ------------- | ----------------- | ----------------- |
| 1      | 6 mars^1     | Qatar          | Losail                      | Andrea Migno  | Celestino Vietti  | Enea Bastianini   |
| 2      | 20 mars      | Indonesien     | Mandalika                   | Dennis Foggia | Somkiat Chantra   | Miguel Oliveira   |
| 3      | 3 april      | Argentina      | Termas de Río Hondo         | Sergio García | Celestino Vietti  | Aleix Espargaró   |
| 4      | 10 april     | Amerikas GP    | Circuit of the Americas     | Jaume Masiá   | Tony Arbolino     | Enea Bastianini   |
| 5      | 24 april     | Portugal       | Portimäo                    | Sergio García | Joe Roberts       | Fabio Quartararo  |
| 6      | 1 maj        | Spanien        | Jerez                       | Izan Guevara  | Ai Ogura          | Francesco Bagnaia |
| 7      | 15 maj       | Frankrike      | Le Mans Bugatti             | Jaume Masiá   | Augusto Fernández | Enea Bastianini   |
| 8      | 29 maj       | Italien        | Mugello Circuit             | Sergio García | Pedro Acosta      | Francesco Bagnaia |
| 9      | 5 juni       | Katalonien     | Circuit de Catalunya        | Izan Guevara  | Celestino Vietti  | Fabio Quartararo  |
| 10     | 19 juni      | Tyskland       | Sachsenring                 | Izan Guevara  | Augusto Fernández | Fabio Quartararo  |
| 11     | 26 juni      | TT Assen       | TT Circuit Assen            | Ayumu Sasaki  | Augusto Fernández | Francesco Bagnaia |
|        | 10 juli      | Finland        | Kymiring                    | ----          | ----              | ----              |
| 12     | 7 augusti    | Storbritannien | Silverstone Circuit         | Dennis Foggia | Augusto Fernández | Francesco Bagnaia |
| 13     | 21 augusti   | Österrike      | Red Bull Ring               | Ayumu Sasaki  | Ai Ogura          | Francesco Bagnaia |
| 14     | 4 september  | San Marino     | Misano                      | Dennis Foggia | Alonso López      | Francesco Bagnaia |
| 15     | 18 september | Aragoniens GP  | Motorland Aragón            | Izan Guevara  | Pedro Acosta      | Enea Bastianini   |
| 16     | 25 september | Japan          | Twin Ring Motegi            | Izan Guevara  | Ai Ogura          | Jack Miller       |
| 17     | 6 oktober    | Thailand       | Chang International Circuit | Dennis Foggia | Tony Arbolino     | Miguel Oliveira   |
| 18     | 16 oktober   | Australien     | Phillip Island Circuit      | Izan Guevara  | Alonso López      | Álex Rins         |
| 19     | 23 oktober   | Malaysia       | Sepang                      | John McPhee   | Tony Arbolino     | Francesco Bagnaia |
| 20     | 6 november   | Valencia       | Circuit Ricardo Tormo       | Izan Guevara  | Pedro Acosta      | Álex Rins         |

Noter:
- ^1  - Kvällsrace i elljus.

### Poängräkning
De 15 främsta i varje race får poäng enligt tabellen nedan. Alla race räknas.
| Plats | 1  | 2  | 3  | 4  | 5  | 6  | 7 | 8 | 9 | 10 | 11 | 12 | 13 | 14 | 15 |
| ----- | -- | -- | -- | -- | -- | -- | - | - | - | -- | -- | -- | -- | -- | -- |
| Poäng | 25 | 20 | 16 | 13 | 11 | 10 | 9 | 8 | 7 | 6  | 5  | 4  | 3  | 2  | 1  |

## MotoGP

### Regeländringar
Till 2022 ändrades regelverket tämligen lite. För första gången på två år var motorutveckling tillåtet inför säsongen.

### Team och förare 2022
Nya förare som tillkommer är Raul Fernandez, Remy Gradner, Fabio Di Giannantonio och Marco Bezzecchi från Moto2 samt Darryn Binder från Moto3. Andrea Dovizioso återvänder från sabbatsår. Legenden Valentino Rossi har slutat. Iker Lekuona, Daniolo Petrucci och Lorenzo Savadori fick inte förnyade kontrakt.
Vad gäller teamen är det större förändringar. Gresin Racing har tidigare skött Aprilias team. Från 2022 är Aprilia ett rent fabriksteam och Gresini fortsätter i MotoGP med Ducati. Detta istället för Avintia Racing som lämnar MotoGP. Petronas Yamaha SRT upphör och ersätts av WithU Yamaha RNF MotoGP™ Team. Slutligen så gör Valentino Rossis VR46-team MotoGP debut under namnet Mooney VR46 Racing Team
Märkesteam
- Repsol Honda: Marc Márquez och Pol Espargaró fortsätter.
- Monster Yamaha: Världsmästaren Fabio Quartararo fortsätter, liksom Franco Morbidelli som blev ordinarie i slutet av 2021.
- Ducati Corse: Jack Miller och Franscesco Bagnaia fortsätter.
- Ecstar Suzuki: Alex Rins och Joan Mir fortsätter.
- Aprilia: Aleix Espargaró och Maverick Viñales fortsätter.
- KTM: Brad Binder och Miguel Oliveira fortsätter.

Satellitteam
- LCR Honda: Taakaki Nakagami och Álex Márquez fortsätter.
- Tech 3 KTM: Raul Fernandez och Remy Gardner, båda från Moto2, ersätter Iker Lekuona och Danilo Petrucci.
- Pramac Ducati: Johann Zarco och Jorge Martín fortsätter.
- Mooney VR46 Racing Team (Ducati): Luca Marini fortsätter. Marco Bezzecchi kommer från Moto2.
- Petronas Yamaha SRT: Andrea Dovizioso kommer tillbaka från ett sabbatsår. Han och Darryn Binder från Moto3 ersätter Franco Morbidelli och Valentino Rossi.
- Gresini Racing (Ducati): Enea Bastianini från Avintia Racing och Fabio Di Giannantonio från Moto2.

### Startlista MotoGP
| Nr | Förare                | Nation     | Team                          | Motorcykel | GP       | Anmärkning         |
| -- | --------------------- | ---------- | ----------------------------- | ---------- | -------- | ------------------ |
| 4  | Andrea Dovizioso      | Italien    | WithU Yamaha RNF MotoGP™ Team | Yamaha     | 1-       |                    |
| 5  | Johann Zarco          | Frankrike  | Pramac Racing                 | Ducati     | 1-       |                    |
| 6  | Stefan Bradl          | Tyskland   | Repsol Honda Team             | Honda      | 3, 9-    | Ersatte 93 Márquez |
| 6  | Stefan Bradl          | Tyskland   | Team HRC                      | Honda      | 6        | Wildcard           |
| 10 | Luca Marini           | Italien    | Mooney VR46 Racing Team       | Ducati     | 1-       |                    |
| 12 | Maverick Viñales      | Spanien    | Aprilia Racing                | Aprilia    | 1-       |                    |
| 20 | Fabio Quartararo      | Frankrike  | Monster Energy Yamaha MotoGP  | Yamaha     | 1-       |                    |
| 21 | Franco Morbidelli     | Italien    | Monster Energy Yamaha MotoGP  | Yamaha     | 1-       |                    |
| 23 | Enea Bastianini       | Italien    | Gresini Racing MotoGP         | Ducati     | 1-       |                    |
| 25 | Raul Fernandez        | Spanien    | Tech 3 KTM Factory racing     | KTM        | 1-       |                    |
| 30 | Takaaki Nakagami      | Japan      | LCR Honda Idemitsu            | Honda      | 1-       |                    |
| 32 | Lorenzo Savadori      | Italien    | Aprilia Racing                | Aprilia    | 5, 6, 8  | Wildcard           |
| 33 | Brad Binder           | Sydafrika  | Red Bull KTM Factory Racing   | KTM        | 1-       |                    |
| 36 | Joan Mir              | Spanien    | Team Suzuki Ecstar            | Suzuki     | 1-       |                    |
| 40 | Darryn Binder         | Sydafrika  | WithU Yamaha RNF MotoGP™ Team | Yamaha     | 1-       |                    |
| 41 | Aleix Espargaró       | Spanien    | Aprilia Racing                | Aprilia    | 1-       |                    |
| 42 | Álex Rins             | Spanien    | Team Suzuki Ecstar            | Suzuki     | 1-       |                    |
| 43 | Jack Miller           | Australien | Ducati Lenovo Team            | Ducati     | 1-       |                    |
| 44 | Pol Espargaró         | Spanien    | Repsol Honda Team             | Honda      | 1-       |                    |
| 49 | Fabio Di Giannantonio | Italien    | Gresini Racing MotoGP         | Ducati     | 1-       |                    |
| 51 | Michele Pirro         | Italien    | Aruba.it Racing               | Ducati     | 8, 9     | Wildcard           |
| 63 | Francesco Bagnaia     | Italien    | Ducati Lenovo Team            | Ducati     | 1-       |                    |
| 72 | Marco Bezzecchi       | Italien    | Mooney VR46 Racing Team       | Ducati     | 1-       |                    |
| 73 | Álex Márquez          | Spanien    | LCR Honda Castrol             | Honda      | 1-       |                    |
| 87 | Remy Gardner          | Australien | Tech 3 KTM Factory racing     | KTM        | 1-       |                    |
| 88 | Miguel Oliveira       | Portugal   | Red Bull KTM Factory Racing   | KTM        | 1-       |                    |
| 89 | Jorge Martín          | Spanien    | Pramac Racing                 | Ducati     | 1-       |                    |
| 93 | Marc Márquez          | Spanien    | Repsol Honda Team             | Honda      | 1-2, 4-8 |                    |

### Resultat MotoGP
| Omgång | Bana                        | Segrare           | Segrarens mc | Tvåa              | Trea              | Pole position         | Snabbaste varv    | VM-ledare         |
| ------ | --------------------------- | ----------------- | ------------ | ----------------- | ----------------- | --------------------- | ----------------- | ----------------- |
| 1      | Losail                      | Enea Bastianini   | Ducati       | Brad Binder       | Pol Espargaró     | Jorge Martín          | Enea Bastianini   | Enea Bastianini   |
| 2      | Mandalika                   | Miguel Oliveira   | KTM          | Fabio Quartararo  | Johann Zarco      | Fabio Quartararo      | Fabio Quartararo  | Enea Bastianini   |
| 3      | Termas de Río Hondo         | Aleix Espargaró   | Aprilia      | Jorge Martín      | Álex Rins         | Aleix Espargaró       | Aleix Espargaró   | Aleix Espargaró   |
| 4      | Circuit of the Americas     | Enea Bastianini   | Ducati       | Álex Rins         | Jack Miller       | Jorge Martín          | Enea Bastianini   | Enea Bastianini   |
| 5      | Portimäo                    | Fabio Quartararo  | Yamaha       | Johann Zarco      | Aleix Espargaró   | Johann Zarco          | Fabio Quartararo  | Fabio Quartararo  |
| 6      | Jerez                       | Francesco Bagnaia | Ducati       | Fabio Quartararo  | Aleix Espargaró   | Francesco Bagnaia     | Francesco Bagnaia | Fabio Quartararo  |
| 7      | Le Mans Bugatti             | Enea Bastianini   | Ducati       | Jack Miller       | Aleix Espargaró   | Francesco Bagnaia     | Francesco Bagnaia | Fabio Quartararo  |
| 8      | Mugello Circuit             | Francesco Bagnaia | Ducati       | Fabio Quartararo  | Aleix Espargaró   | Fabio Di Giannantonio | Francesco Bagnaia | Fabio Quartararo  |
| 9      | Circuit de Catalunya        | Fabio Quartararo  | Yamaha       | Jorge Martín      | Johann Zarco      | Aleix Espargaró       | Fabio Quartararo  | Fabio Quartararo  |
| 10     | Sachsenring                 | Fabio Quartararo  | Yamaha       | Johann Zarco      | Jack Miller       | Francesco Bagnaia     | Fabio Quartararo  | Fabio Quartararo  |
| 11     | TT Circuit Assen            | Francesco Bagnaia | Ducati       | Marco Bezzecchi   | Maverick Viñales  | Francesco Bagnaia     | Aleix Espargaró   | Fabio Quartararo  |
| 12     | Silverstone Circuit         | Francesco Bagnaia | Ducati       | Maverick Viñales  | Jack Miller       | Johann Zarco          | Álex Rins         | Fabio Quartararo  |
| 13     | Red Bull Ring               | Francesco Bagnaia | Ducati       | Fabio Quartararo  | Jack Miller       | Enea Bastianini       | Jorge Martín      | Fabio Quartararo  |
| 14     | Misano                      | Francesco Bagnaia | Ducati       | Enea Bastianini   | Maverick Viñales  | Jack Miller           | Maverick Viñales  | Fabio Quartararo  |
| 15     | Motorland Aragón            | Enea Bastianini   | Ducati       | Francesco Bagnaia | Aleix Espargaró   | Francesco Bagnaia     | Luca Marini       | Fabio Quartararo  |
| 16     | Twin Ring Motegi            | Jack Miller       | Ducati       | Brad Binder       | Jorge Martín      | Marc Márquez          | Jack Miller       | Fabio Quartararo  |
| 17     | Chang International Circuit | Miguel Oliveira   | KTM          | Jack Miller       | Francesco Bagnaia | Marco Bezzecchi       | Johann Zarco      | Fabio Quartararo  |
| 18     | Phillip Island Circuit      | Álex Rins         | Suzuki       | Marc Márquez      | Francesco Bagnaia | Jorge Martín          | Johann Zarco      | Francesco Bagnaia |
| 19     | Sepang                      | Francesco Bagnaia | Ducati       | Enea Bastianini   | Fabio Quartararo  | Jorge Martín          | Jorge Martín      | Francesco Bagnaia |
| 20     | Circuit Ricardo Tormo       | Álex Rins         | Suzuki       | Brad Binder       | Jorge Martín      | Jorge Martín          | Brad Binder       | Francesco Bagnaia |

### Mästerskapsställning MotoGP
Slutställning i förarmästerskapet efter 20 Grand Prix.
1. Francesco Bagnaia, 265 p.
2. Fabio Quartararo, 248 p.
3. Enea Bastianini, 219 p.
4. Aleix Espargaró, 212 p.
5. Jack Miller, 189 p.
6. Brad Binder, 188 p.
7. Álex Rins, 173 p.
8. Johann Zarco, 166 p.
9. Jorge Martín, 152 p.
10. Miguel Oliveira, 149 p.
11. Maverick Viñales, 122 p.
12. Luca Marini, 120 p.
13. Marc Márquez, 113 p.
14. Marco Bezzecchi, 111 p.
15. Joan Mir, 87 p.

## Moto2

### Resultat Moto2
| Omgång | Bana                        | Segrare           | Segrarens mc | Tvåa              | Trea              | Pole position     | Snabbaste varv    | VM-ledare         |
| ------ | --------------------------- | ----------------- | ------------ | ----------------- | ----------------- | ----------------- | ----------------- | ----------------- |
| 1      | Losail                      | Celestino Vietti  | Kalex        | Arón Canet        | Sam Lowes         | Celestino Vietti  | Joe Roberts       | Celestino Vietti  |
| 2      | Mandalika                   | Somkiat Chantra   | Kalex        | Celestino Vietti  | Arón Canet        | Jake Dixon        | Somkiat Chantra   | Celestino Vietti  |
| 3      | Termas de Río Hondo         | Celestino Vietti  | Kalex        | Somkiat Chantra   | Ai Ogura          | Fermín Aldeguer   | Celestino Vietti  | Celestino Vietti  |
| 4      | Circuit of the Americas     | Tony Arbolino     | Kalex        | Ai Ogura          | Jake Dixon        | Cameron Beaubier  | Arón Canet        | Celestino Vietti  |
| 5      | Portimäo                    | Joe Roberts       | Kalex        | Celestino Vietti  | Jorge Navarro     | Joe Roberts       | Arón Canet        | Celestino Vietti  |
| 6      | Jerez                       | Ai Ogura          | Kalex        | Arón Canet        | Tony Arbolino     | Ai Ogura          | Sam Lowes         | Celestino Vietti  |
| 7      | Le Mans Bugatti             | Augusto Fernández | Kalex        | Arón Canet        | Somkiat Chantra   | Pedro Acosta      | Augusto Fernández | Celestino Vietti  |
| 8      | Mugello Circuit             | Pedro Acosta      | Kalex        | Joe Roberts       | Ai Ogura          | Arón Canet        | Augusto Fernández | Celestino Vietti  |
| 9      | Circuit de Catalunya        | Celestino Vietti  | Kalex        | Arón Canet        | Augusto Fernández | Celestino Vietti  | Arón Canet        | Celestino Vietti  |
| 10     | Sachsenring                 | Augusto Fernández | Kalex        | Pedro Acosta      | Sam Lowes         | Sam Lowes         | Augusto Fernández | Celestino Vietti  |
| 11     | TT Circuit Assen            | Augusto Fernández | Kalex        | Ai Ogura          | Jake Dixon        | Jake Dixon        | Celestino Vietti  | Celestino Vietti  |
| 12     | Silverstone Circuit         | Augusto Fernández | Kalex        | Alonso López      | Jake Dixon        | Augusto Fernández | Augusto Fernández | Augusto Fernández |
| 13     | Red Bull Ring               | Ai Ogura          | Kalex        | Somkiat Chantra   | Jake Dixon        | Ai Ogura          | Celestino Vietti  | Ai Ogura          |
| 14     | Misano                      | Alonso López      | Boscoscuro   | Arón Canet        | Augusto Fernández | Celestino Vietti  | Ai Ogura          | Augusto Fernández |
| 15     | Motorland Aragón            | Pedro Acosta      | Kalex        | Arón Canet        | Augusto Fernández | Augusto Fernández | Pedro Acosta      | Augusto Fernández |
| 16     | Twin Ring Motegi            | Ai Ogura          | Kalex        | Augusto Fernández | Alonso López      | Arón Canet        | Augusto Fernández | Augusto Fernández |
| 17     | Chang International Circuit | Tony Arbolino     | Kalex        | Filip Salac       | Arón Canet        | Somkiat Chantra   | Tony Arbolino     | Augusto Fernández |
| 18     | Phillip Island Circuit      | Alonso López      | Boscoscuro   | Pedro Acosta      | Jake Dixon        | Fermín Aldeguer   | Alonso López      | Ai Ogura          |
| 19     | Sepang                      | Tony Arbolino     | Kalex        | Alonso López      | Jake Dixon        | Ai Ogura          | Tony Arbolino     | Augusto Fernández |
| 20     | Circuit Ricardo Tormo       | Pedro Acosta      | Kalex        | Augusto Fernández | Tony Arbolino     | Alonso López      | Cameron Beaubier  | Augusto Fernández |

### Mästerskapsställning Moto2
Slutställning i förarmästerskapet efter 20 Grand Prix.
1. Augusto Fernández, 271,5 p. Klar världsmästare efter sista Grand Prix.
2. Ai Ogura, 242 p.
3. Arón Canet, 200 p.
4. Tony Arbolino, 191,5 p.
5. Pedro Acosta, 177 p.
6. Jake Dixon, 168,5 p.
7. Celestino Vietti, 165 p.
8. Alonso López, 155,5 p.
9. Joe Roberts, 131 p.
10. Somkiat Chantra, 128 p.
11. Marcel Schrötter, 123,5 p.
12. Albert Arenas, 90 p.
13. Bo Bendsneyder, 87 p.
14. Jorge Navarro, 83 p.
15. Fermín Aldeguer, 80 p.
16. Manuel González, 76 p.
17. Cameron Beaubier, 73 p.

## Moto3

### Resultat Moto3
| Omgång | Bana                        | Segrare       | Segrarens mc | Tvåa           | Trea           | Pole position  | Snabbaste varv | VM-ledare     |
| ------ | --------------------------- | ------------- | ------------ | -------------- | -------------- | -------------- | -------------- | ------------- |
| 1      | Losail                      | Andrea Migno  | Honda        | Sergio García  | Kaito Toba     | Izan Guevara   | Dennis Foggia  | Andrea Migno  |
| 2      | Mandalika                   | Dennis Foggia | Honda        | Izan Guevara   | Carlos Tatay   | Carlos Tatay   | Jaume Masiá    | Dennis Foggia |
| 3      | Termas de Río Hondo         | Sergio García | Gasgas       | Dennis Foggia  | Ayumu Sasaki   | Sergio García  | Andrea Migno   | Sergio García |
| 4      | Circuit of the Americas     | Jaume Masiá   | KTM          | Dennis Foggia  | Andrea Migno   | Andrea Migno   | Jaume Masiá    | Dennis Foggia |
| 5      | Portimäo                    | Sergio García | Gasgas       | Jaume Masiá    | Ayumu Sasaki   | Deniz Öncü     | Jaume Masiá    | Sergio García |
| 6      | Jerez                       | Izan Guevara  | Gasgas       | Sergio García  | Jaume Masiá    | Izan Guevara   | Izan Guevara   | Sergio García |
| 7      | Le Mans Bugatti             | Jaume Masiá   | KTM          | Ayumu Sasaki   | Izan Guevara   | Dennis Foggia  | Izan Guevara   | Sergio García |
| 8      | Mugello Circuit             | Sergio García | Gasgas       | Izan Guevara   | Tatsuki Suzuki | Deniz Öncü     | Riccardo Rossi | Sergio García |
| 9      | Circuit de Catalunya        | Izan Guevara  | Gasgas       | David Muñoz    | Tatsuki Suzuki | Dennis Foggia  | Jaume Masiá    | Sergio García |
| 10     | Sachsenring                 | Izan Guevara  | Gasgas       | Dennis Foggia  | Sergio García  | Izan Guevara   | Deniz Öncü     | Sergio García |
| 11     | TT Circuit Assen            | Ayumu Sasaki  | Husqvarna    | Izan Guevara   | Sergio García  | Ayumu Sasaki   | John McPhee    | Sergio García |
| 12     | Silverstone Circuit         | Dennis Foggia | Honda        | Jaume Masiá    | Deniz Öncü     | Diogo Moreira  | Deniz Öncü     | Sergio García |
| 13     | Red Bull Ring               | Ayumu Sasaki  | Husqvarna    | Tatsuki Suzuki | David Muñoz    | Daniel Holgado | David Muñoz    | Sergio García |
| 14     | Misano                      | Dennis Foggia | Honda        | Jaume Masiá    | Izan Guevara   | Deniz Öncü     | Dennis Foggia  | Izan Guevara  |
| 15     | Motorland Aragón            | Izan Guevara  | Gasgas       | Ayumu Sasaki   | Daniel Holgado | Izan Guevara   | Deniz Öncü     | Izan Guevara  |
| 16     | Twin Ring Motegi            | Izan Guevara  | Gasgas       | Dennis Foggia  | Ayumu Sasaki   | Tatsuki Suzuki | Jaume Masiá    | Izan Guevara  |
| 17     | Chang International Circuit | Dennis Foggia | Honda        | Ayumu Sasaki   | Riccardo Rossi | Dennis Foggia  | Dennis Foggia  | Izan Guevara  |
| 18     | Phillip Island Circuit      | Izan Guevara  | Gasgas       | Deniz Öncü     | Sergio García  | Ayumu Sasaki   | John McPhee    | Izan Guevara  |
| 19     | Sepang                      | John McPhee   | Husqvarna    | Ayumu Sasaki   | Sergio García  | Dennis Foggia  | Ayumu Sasaki   | Izan Guevara  |
| 20     | Circuit Ricardo Tormo       | Izan Guevara  | Gasgas       | Deniz Öncü     | Sergio García  | Izan Guevara   | Deniz Öncü     | Izan Guevara  |

### Mästerskapsställning Moto3
Slutställning i förarmästerskapet efter 20 Grand Prix.
1. Izan Guevara, 319 p. Klar världsmästare efter 18 Grand Prix.
2. Sergio García, 257 p.
3. Dennis Foggia, 246 p.
4. Ayumu Sasaki, 238 p.
5. Deniz Öncü, 200 p.
6. Jaume Masiá, 177 p.
7. Tatsuki Suzuki, 130 p.
8. Diogo Moreira, 112 p.
9. Andrea Migno, 103 p.
10. Daniel Holgado, 103 p.
11. John McPhee, 102 p.
12. Ryusei Yamanaka, 94 p.
13. David Muñoz, 93 p.
14. Riccardo Rossi, 87 p.
15. Carlos Tatay, 87 p.
16. Xavier Artigas, 83 p.
17. Iván Ortolá, 73 p.